# High Roller for One Drop 2015
Das High Roller for One Drop 2015 war die zweite Austragung dieses Pokerturniers. Es wurde vom 28. und 29. Juni 2015 im Rahmen der World Series of Poker im Rio All-Suite Hotel and Casino in Paradise am Las Vegas Strip ausgespielt und war mit seinem Buy-in von 111.111 US-Dollar hinter dem Super High Roller Bowl das zweitteuerste Pokerturnier des Jahres 2015.

## Struktur

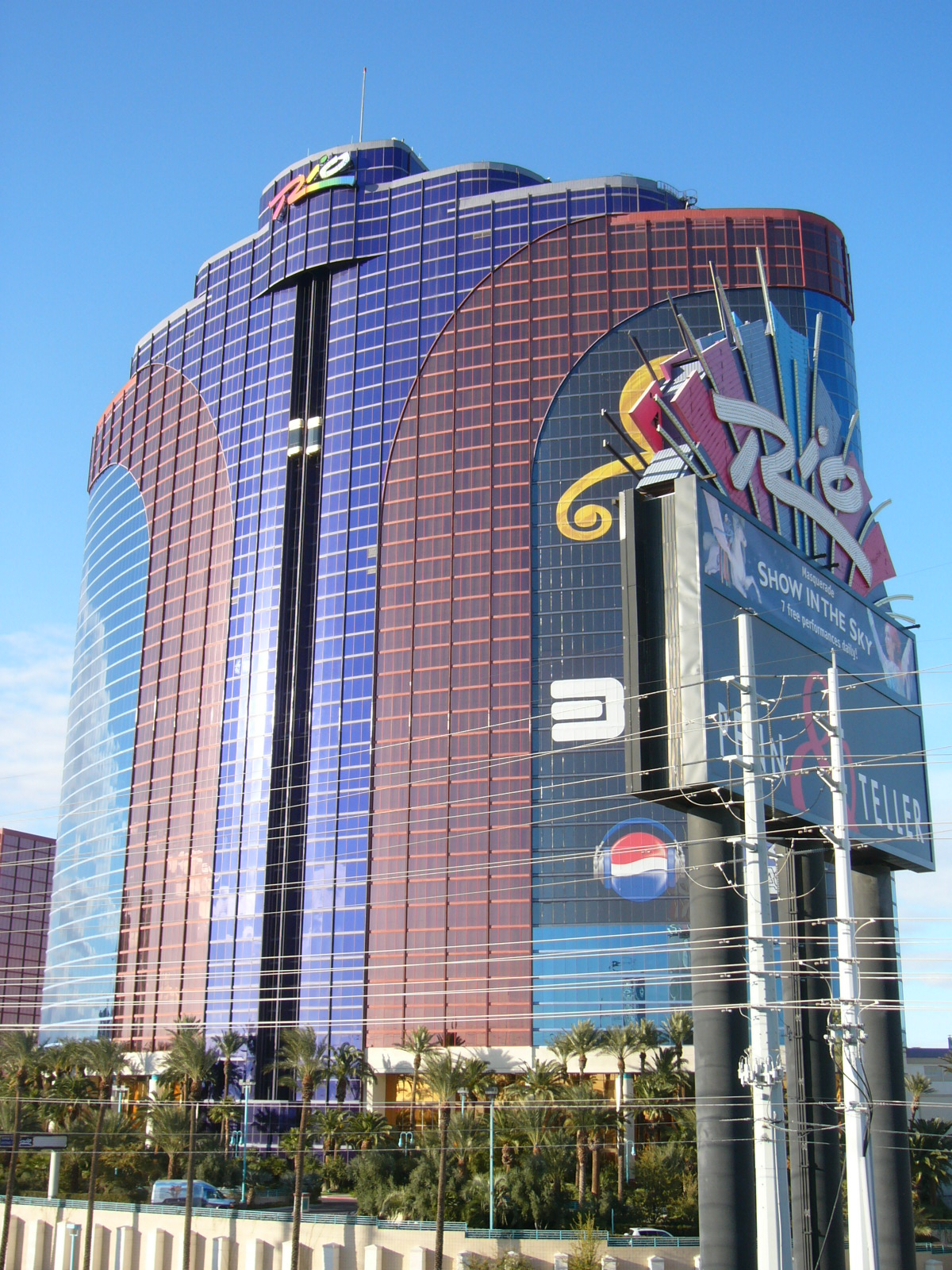
Das Rio All-Suite Hotel and Casino am Las Vegas Strip

Das High-Roller-Turnier in der Variante No Limit Hold’em war das 58. Turnier der World Series of Poker 2015 und das teuerste Event auf dem Turnierplan. Insgesamt nahmen 135 Spieler teil, die einen Preispool von über 14 Millionen US-Dollar generierten.

## Ergebnisse

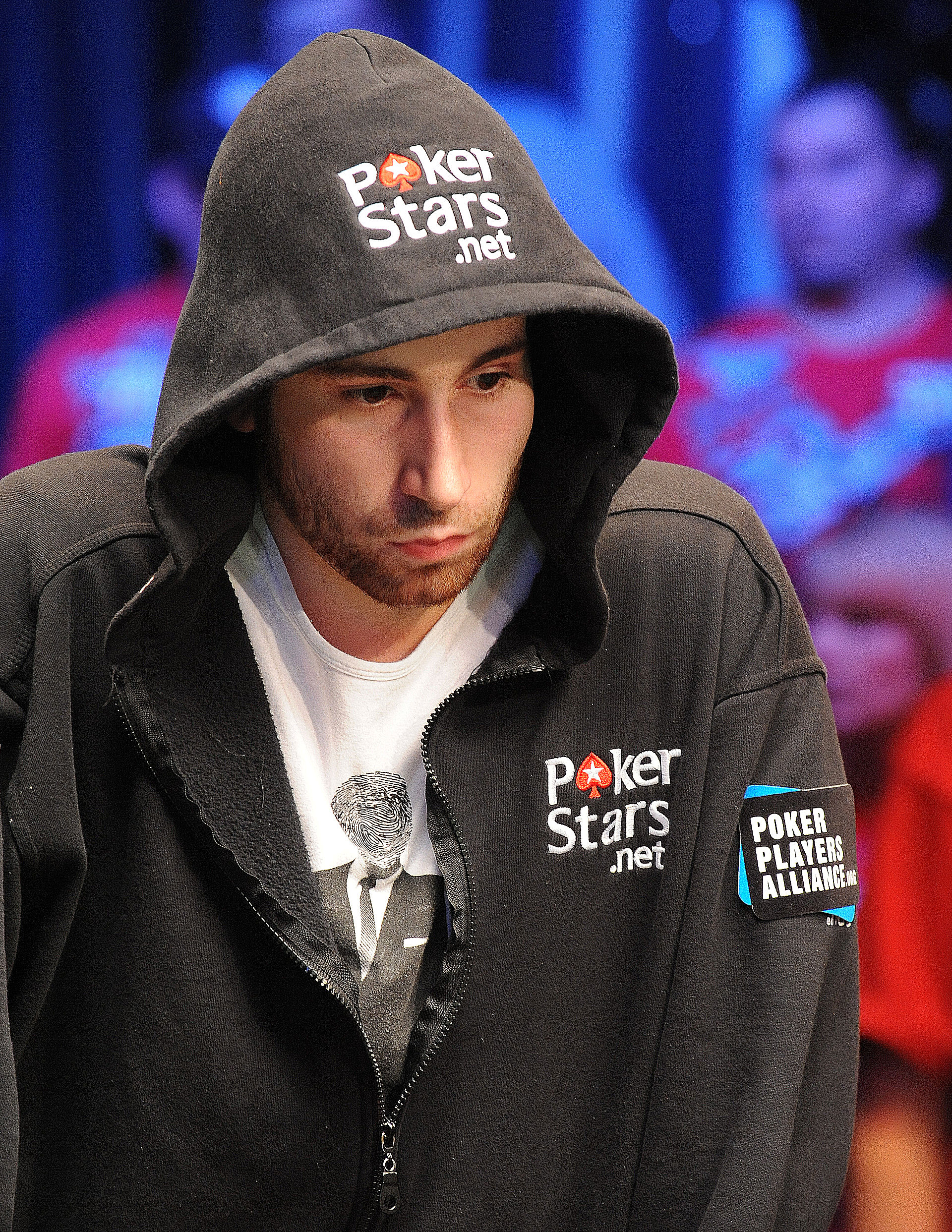
Jonathan Duhamel (2010)

Sieger Jonathan Duhamel erhielt neben dem Preisgeld sein zweites Bracelet. Für die Teilnehmer gab es 16 bezahlte Plätze:
| Platz | Herkunft               | Spieler              | Preisgeld (in $) |
| ----- | ---------------------- | -------------------- | ---------------- |
| 1     | Kanada                 | Jonathan Duhamel     | 3.989.985        |
| 2     | Vereinigte Staaten     | Bill Klein           | 2.465.522        |
| 3     | Vereinigte Staaten     | Daniel Colman        | 1.544.121        |
| 4     | Vereinigte Staaten     | Ben Sulsky           | 1.118.049        |
| 5     | Vereinigte Staaten     | Dan Perper           | 0.873.805        |
| 6     | Vereinigte Staaten     | Phil Hellmuth        | 0.696.821        |
| 7     | Vereinigte Staaten     | Anthony Zinno        | 0.565.864        |
| 8     | Russland               | Sergei Lebedew       | 0.466.970        |
| 9     | Vereinigte Staaten     | Andrew Lichtenberger | 0.390.875        |
| 10    | Vereinigte Staaten     | John Racener         | 0.390.875        |
| 11    | Vereinigte Staaten     | Brian Hastings       | 0.332.593        |
| 12    | Vereinigte Staaten     | Byron Kaverman       | 0.332.593        |
| 13    | Vereinigtes Konigreich | Talal Shakerchi      | 0.289.273        |
| 14    | Vereinigte Staaten     | David Sands          | 0.289.273        |
| 15    | Vereinigte Staaten     | Joseph Cheong        | 0.251.653        |
| 16    | Deutschland            | Max Altergott        | 0.251.653        |